# Ascochytella zygophylli
Ascochytella zygophylli är en svampart som först beskrevs av Syd. & P. Syd., och fick sitt nu gällande namn av Hans Sydow 1924. Ascochytella zygophylli ingår i släktet Ascochytella, ordningen Pleosporales, klassen Dothideomycetes, divisionen sporsäcksvampar och riket svampar.   Inga underarter finns listade i Catalogue of Life.